# Strafaussetzung zur Bewährung
Die Strafaussetzung zur Bewährung ist im Allgemeinen Teil des deutschen Strafgesetzbuchs bei den Rechtsfolgen der Tat geregelt (§§ 56 ff. StGB). Formell lässt die Strafaussetzung zur Bewährung den Schuld- und Strafausspruch bestehen. Nur die Vollstreckung der Freiheitsstrafe wird ausgesetzt. Zu unterscheiden ist zwischen der bedingten Verurteilung gem. § 56 StGB (Verurteilung zu einer zur Bewährung ausgesetzten Freiheitsstrafe) und der Aussetzung des Strafrestes nach Verbüßung eines Teils der Freiheitsstrafe gem. § 57, § 57a oder § 57b StGB.
Die Aussetzung einer Jugendstrafe richtet sich nach § 21 Jugendgerichtsgesetz (JGG); ein Sonderfall ist die Vorbewährung gemäß §§ 61 ff. JGG.
Vergleichbare Rechtsinstrumente sind im österreichischen Strafrecht die bedingte Strafnachsicht und im schweizerischen Strafrecht die bedingte Strafe.
Im US-amerikanischen Strafrecht spricht man von Probation (Verurteilung zu einer Bewährungsstrafe) und Parole (Aussetzung des Strafrestes zur Bewährung).

## Bedeutung
Der Verurteilte bleibt in Freiheit bzw. wird in die Freiheit entlassen, der eigentliche Strafausspruch besteht jedoch trotzdem.
Anders als vielfach vermutet oder in den Medien dargestellt, ist die Bewährung aus juristischer Sicht keine Strafart neben oder statt einer Freiheitsstrafe („Bewährungsstrafe“). Die Strafe wird lediglich nicht vollstreckt, der Verurteilte bekommt stattdessen Gelegenheit, in einem festgelegten Zeitrahmen zu zeigen, dass er keine weiteren Straftaten mehr begeht. Wird er innerhalb des Bewährungszeitraumes rückfällig oder verstößt gegen Bewährungsauflagen, droht der Widerruf der Strafaussetzung und die Vollstreckung der ausgesprochenen Strafe. Widerruft das Gericht die Strafaussetzung nicht, so erlässt es die Strafe nach Ablauf der Bewährungszeit.

## Zweck
Neben der Geldstrafe stellt die Strafaussetzung zur Bewährung ein wichtiges kriminalpolitisches Instrument zur Zurückdrängung der strafweisen Freiheitsentziehung dar.
Der Sinn der Bewährung ist an die Straftheorien geknüpft. Durch ein honorierungswürdiges Nachtatverhalten wird die Strafe kompensiert. Eine rein spezialpräventive Deutung ist jedoch strittig.
Namentlich der Vollzug einer kurzen bzw. mittellangen Freiheitsstrafe wirkt massiv entsozialisierend. Die Bewährung wird ausgesprochen, wenn sich der Täter schon die Verurteilung zur Warnung dienen lässt und künftig auch ohne die Einwirkung des Strafvollzugs keine Straftaten mehr begehen wird (§ 56 StGB). Insbesondere bei Ersttätern, die keine oder kaum Sozialisierungsdefizite aufweisen, besteht eher die Möglichkeit, eine Aussetzung einer Strafe zur Bewährung vorzunehmen. Nach einer teilweisen Strafverbüßung besteht außerdem die Möglichkeit, einen Strafrest zur Bewährung auszusetzen. So wird in Deutschland der Rest einer lebenslangen Freiheitsstrafe nach 15 Jahren zur Bewährung ausgesetzt, wenn nicht die Gefährlichkeit des Verurteilten oder die besondere Schwere der Schuld entgegenstehen.

## Verurteilung zu einer Bewährungsstrafe

### Rechtsgrundlagen
Die Aussetzung der Freiheitsstrafe zur Bewährung bei der Verurteilung ist in § 56 StGB geregelt. Sie wird im Tenor des Strafurteils ausgesprochen (§ 260 Abs. 4 Satz 4 StPO) und erfasst die gesamte Dauer der Freiheitsstrafe (§ 56 Abs. 4 Satz 1 StGB). Das bedeutet, dass die Strafvollstreckung einer verhängten Freiheitsstrafe ausgesetzt wird und der Verurteilte in Freiheit bleibt. Die Vollstreckung wird an ein weiteres schuldhaftes Handeln, den sog. Bewährungsbruch, geknüpft. Die Dauer der Bewährung (§ 56a StGB), Auflagen (§ 56b StGB) und Weisungen (§ 56c StGB) werden in einem besonderen Beschluss zusammen mit dem Urteil verkündet (§ 268a StPO).
Gibt der Verurteilte während der Bewährungszeit keinen Anlass zum Widerruf der Strafaussetzung (etwa durch Begehung neuer Straftaten), wird ihm die Strafe nach Ablauf der Bewährungszeit erlassen (§ 56g StGB).
Es können bei der Verurteilung nur Freiheitsstrafen mit einer Dauer von bis zu zwei Jahren zur Bewährung ausgesetzt werden (§ 56 StGB). Die Entscheidung darüber trifft das erkennende Gericht. Das erkennende Gericht hat dabei eine Prognose zu erstellen, ob davon auszugehen ist, dass der Täter auch ohne den Vollzug der Freiheitsstrafe künftig keine Straftaten mehr begehen wird.
Liegt die Freiheitsstrafe unter sechs Monaten und erscheint die Prognose günstig, so ist die Strafe zwingend zur Bewährung auszusetzen (§ 56 Abs. 1 i. V. m. Abs. 3 StGB). Im Bereich von sechs Monaten bis zu einem Jahr Freiheitsstrafe ist die Aussetzung zusätzlich zum Vorliegen der Prognose davon abhängig, dass die Verteidigung der Rechtsordnung die Strafvollstreckung nicht gebietet (§ 56 Abs. 3 StGB). Hier wird demnach auf den Gedanken der Generalprävention abgestellt. Eine Freiheitsstrafe von mehr als einem Jahr, aber nicht mehr als zwei Jahren kann zur Bewährung ausgesetzt werden, wenn die Prognose günstig ist, die Verteidigung der Rechtsordnung dem nicht entgegensteht und darüber hinaus besondere Umstände vorliegen (§ 56 Abs. 2 StGB).

### Gestaltung der Bewährung
Die Bewährungszeit (§ 56a StGB) liegt zwischen zwei und fünf Jahren. Für diese Zeit kann dem Verurteilten ein Bewährungshelfer bestellt werden. Regelmäßig werden auch Auflagen und Weisungen erteilt, beispielsweise die Meldung jedes Wohnsitzwechsels, die Verpflichtung zur Schadenswiedergutmachung, das Ableisten unentgeltlicher Arbeitsstunden zu gemeinnützigen Zwecken, Zahlungen an die Landeskasse oder – mit Einverständnis des Verurteilten – die Teilnahme an einer Alkohol- oder Drogentherapie. Die Erfüllung dieser Verpflichtungen hat der Verurteilte regelmäßig dem Gericht nachzuweisen.

### Rechtsfolgen
Mit Ablauf der Bewährungszeit wird die Strafe gemäß § 56g StGB erlassen.
Da sich die Bewährung aber nicht auf die Verurteilung als solche auswirkt, trägt der Verurteilte weiterhin einen Strafmakel und ist auch vorbestraft. Die Verurteilung wird in das Bundeszentralregister eingetragen (§ 3 Nr. 1, § 4 Nr. 1, § 7 BZRG). Somit wird bei Straftaten innerhalb der Bewährungszeit den Strafverfolgungsbehörden eine Überprüfung erleichtert. Sogenannten „Bewährungsversagern“ wird in der Regel eine schlechte Sozialprognose bei weiteren Delikten zuteil.
Die Eintragungen werden grundsätzlich auch in ein Führungszeugnis aufgenommen (§ 32 Abs. 1 BZRG). Unerwähnt bleibt jedoch eine bedingte Verurteilung wegen Taten, die der Verurteilte auf Grund einer Betäubungsmittelabhängigkeit begangen hat, wenn die Aussetzung nicht widerrufen worden und im Register keine weitere Strafe eingetragen ist (§ 32 Abs. 2 Nr. 6b BZRG).

## Aussetzung des Strafrestes zur Bewährung
Hat das Gericht die Strafe nicht zur Bewährung ausgesetzt oder die ursprüngliche Strafaussetzung zur Bewährung widerrufen und hat der Verurteilte einen Teil der Freiheitsstrafe verbüßt, kann das Gericht die Vollstreckung des Restes der Freiheitsstrafe zur Bewährung aussetzen. Es erfolgt dann eine bedingte Entlassung vor Ablauf der verhängten Strafdauer (frühzeitige Entlassung). Begründet ist die Aussetzung des Strafrestes zur Bewährung im Anspruch des Verurteilten auf Resozialisierung gemäß Art. 2 Abs. 1 GG in Verbindung mit Art. 1 Abs. 1 GG.
Die Prüfung erfolgt dabei nach Aktenvorlage durch die jeweils zuständige Staatsanwaltschaft als Vollstreckungsbehörde von Amts wegen, aber auch auf expliziten Antrag des Verurteilten hin. Der Rest einer zeitlich bestimmten Freiheitsstrafe wird nach § 57 StGB ausgesetzt, bei lebenslangen Freiheitsstrafen nach § 57a StGB bzw. § 57b StGB. Nach § 57 Abs. 1 StGB ist (zwingend) die Vollstreckung der Reststrafe nach Verbüßung von zwei Dritteln der ursprünglich verhängten Strafe zur Bewährung auszusetzen, wenn der Verurteilte darin einwilligt und dies unter Berücksichtigung des Sicherheitsinteresses der Allgemeinheit verantwortet werden kann. Eine Ausnahme gilt nur, wenn der Verurteilte bewusst unzureichende oder falsche Angaben, darüber macht, wo die Gegenstände sind, die als Vermögensvorteil für die begangene Tat oder aus ihr erlangt worden sind (§ 57 Abs. 6 StGB). Dagegen kann unter bestimmten Voraussetzungen bereits nach Verbüßung der Hälfte der Freiheitsstrafe die Reststrafe zur Bewährung ausgesetzt werden. Dabei sind Halbstrafen-Aussetzung bei Erstverbüßung einer Freiheitsstrafe von nicht mehr als zwei Jahren (Abs. 2 Nr. 1) und Halbstrafen-Aussetzung aufgrund besonderer Umstände (Abs. 2 Nr. 2) zu unterscheiden. Bei der Beurteilung, ob die Aussetzung des Strafrestes unter Berücksichtigung des Sicherheitsinteresses der Allgemeinheit verantwortet kann, ist vom zuständigen Gericht sowohl bei der Zwei-Drittel als auch bei der Halbstrafenentscheidung eine Prognoseentscheidung zu treffen, ob der Verurteilte in Freiheit künftig straffrei leben wird.
Die meisten Normen für die Strafaussetzung nach einer Verurteilung zu einer Bewährungsstrafe gelten für die Aussetzung des Strafrestes mit leichten Änderungen entsprechend (so angeordnet in § 57 Abs. 3 und 5 und § 57a Abs. 3 StGB). Dabei bestimmt das zuständige Gericht eine Bewährungszeit und bestimmt Auflagen und Weisungen. Auflagen zu verhängen (§ 56b StGB) kommt aber nach wohl herrschender Meinung nur in Ausnahmefällen in Betracht, da der Verurteilte durch die Verbüßung des ersten Teils der Strafe schon Genugtuung für die Tat geleistet hat.
Die Entscheidung trifft grundsätzlich die Strafvollstreckungskammer des für den Sitz der vollstreckenden Justizvollzugsanstalt zuständigen Landgerichts (§ 462a Abs. 1, § 454 StPO). Nur wenn die Verurteilung zum Zeitpunkt der Entscheidung noch nicht rechtskräftig ist, ist das Gericht des ersten Rechtszuges zuständig (§ 462a StPO Abs. 2 Satz 1 StPO).
Grundsätzlich kann ein Verurteilter bei einer ablehnenden Entscheidung des Gerichts jederzeit einen neuen Antrag auf Prüfung der Strafaussetzung zur Bewährung stellen. Bei einer ablehnenden Entscheidung kann das Gericht daher nach § 57 Abs. 7 StGB zusätzlich, um einen Missbrauch des Antragsrechts zu verhindern, noch eine Sperrfrist von bis zu sechs Monaten bestimmen, vor deren Ablauf ein erneutes Gesuch unzulässig ist.
Besondere Regeln für die Aussetzung eines Strafrestes zur Bewährung finden sich für Jugendstrafe in § 88, § 89a JGG. Herbei ist selbst dann über die Aussetzung des Strafrestes der Jugendstrafe nach § 88 JGG zu entscheiden, wenn die Vollstreckung der Jugendstrafe gemäß § 89a JGG nach den Vorschriften für Erwachsene vollzogen wird und für die Vollstreckung gemäß § 85 Abs. 6 Satz 1 JGG die allgemeine Strafvollstreckungsbehörde zuständig ist.
Weitere besondere Regelungen für den Strafarrest befinden sich in § 14a Abs. 2 WStG und für die Aussetzung von Maßregeln nach Vollzugsbeginn in § 67d Abs. 2 StGB. Eine andere spezielle Möglichkeit ist die Zurückstellung der Strafvollstreckung nach § 35 BtMG, nach der ein Strafrest von bis zu zwei Jahren ausgesetzt werden kann.

## Widerruf der Strafaussetzung zur Bewährung
Das Gericht widerruft die Strafaussetzung, wenn die verurteilte Person in der Bewährungszeit eine Straftat begeht und dadurch zeigt, „dass die Erwartung, die der Strafaussetzung zugrunde lag, sich nicht erfüllt hat“ oder wenn sie „gröblich oder beharrlich“ gegen Weisungen und Auflagen verstößt (§ 56f Abs. 1 Nr. 1–3 StGB). Es kann jedoch von einem Widerruf absehen, wenn es ausreicht, weitere Auflagen oder Weisungen zu erteilen oder die Bewährungszeit zu verlängern (§ 56f Abs. 2 StGB). Die Regel in Absatz 2 ist Ausdruck des Prinzips der Verhältnismäßigkeit.
Somit führt nicht jede neue Straftat in jedem Fall zum Widerruf der Bewährung. Zwar ist eine neue Straftat ein Indiz dafür, der Verurteilte habe sich die Strafaussetzung zur Bewährung nicht zur Warnung dienen lassen. Jedoch stehen neue Straftaten nicht zwingend einer günstigen Prognose entgegen. Dies gilt umso mehr bei der Entscheidung über den Widerruf der Strafaussetzung einer lebenslangen Freiheitsstrafe, da beim Widerruf kein zeitiger Strafrest, sondern eine prinzipiell unbeschränkte, möglicherweise bis zum Lebensende dauernde Freiheitsstrafe droht. Hier sollen daher nur solche neuen Straftaten einen Bewährungswiderruf rechtfertigen, aus denen eine fortbestehende Gefährlichkeit geschlossen werden kann, wie sie in der ursprünglichen Tat zu Tage getreten ist. Dies ist in der Regel nur bei erneuten Gewaltdelikten oder sonstigen schwerwiegenden Straftaten ähnlichen Charakters der Fall. Allein die Begehung von Vermögensdelikten vermag daher einen Bewährungswiderruf einer lebenslangen Freiheitsstrafe nicht zu rechtfertigen, falls nicht ein Sachverständigengutachten ergibt, der Verurteilte könne aufgrund seiner Persönlichkeitszüge auch neue schwerwiegende Gewaltstraftaten begehen.
Der Widerruf der Strafaussetzung wegen einer innerhalb der Bewährungszeit begangenen Straftat ist grundsätzlich noch bis zum Erlass der Strafe möglich. Eine Höchstfrist, innerhalb derer ein Widerruf zu erfolgen hat, sieht das Gesetz nicht vor. Der Widerruf kann allenfalls dann unzulässig sein, wenn die Entscheidung im Widerrufsverfahren ungebührlich verzögert wurde und der Verurteilte darauf vertrauen durfte, dass sein Verhalten im Rahmen der Bewährungsaufsicht keine Konsequenzen mehr nach sich ziehen werde. Der Widerruf muss so bald wie möglich nach rechtskräftiger Entscheidung über die in der Bewährungszeit begangene Straftat erfolgen, ansonsten wird der Widerruf wegen des Grundsatzes des Vertrauensschutzes unzulässig.
Das Gericht kann von dem Widerruf auch absehen, wenn den Verurteilten weniger belastende Maßnahmen, insbesondere die Verhängung weiterer Auflagen oder die Verlängerung der Bewährungszeit, ausreichend erscheinen (§ 56f Abs. 2 StGB). Ausreichend meint dabei nicht, dass die ursprüngliche Tat ausreichend sanktioniert ist, sondern stellt allein darauf ab, ob auch bei Verhängung der milderen Maßnahmen Anlass besteht, von einer günstigen Sozialprognose auszugehen.
Vor der Entscheidung über den Widerruf der Bewährung sind gemäß § 453 StPO die Staatsanwaltschaft und der Verurteilte zu hören. In Fällen, in denen sich zum Beispiel der Verurteilte verborgen hält (Flucht), kann auf die Anhörung des Verurteilten verzichtet werden.